# Criez-le sur les toits
Pour plus de détails, voir Fiche technique et Distribution.
Criez-le sur les toits est un film français réalisé par Karl Anton, sorti en 1932.

## Fiche technique
- Titre : Criez-le sur les toits
- Réalisation : Karl Anton
- Scénario : Paul Schiller, d'après la pièce de Walter C. Hackett et Roi Cooper Megrue
- Dialogues : Saint-Granier
- Photographie : Otto Heller
- Musique : Charles Borel-Clerc
- Production : Paramount Pictures
- Pays d'origine :  France
- Format :  Noir et blanc - 35 mm - Son mono
- Genre : Comédie
- Durée : 77 minutes
- Date de sortie : France - 12 août 1932

## Distribution
- Saint-Granier : Jules Petitpon
- Robert Burnier : Martin fils
- Simone Héliard : Renée
- Pauley : Martin père
- Hubert Daix : M. Adam
- Edith Méra
- Franck Maurice
- Georges Cahuzac
- Jacques Varennes